# Odden

Agder fylke i Norge.

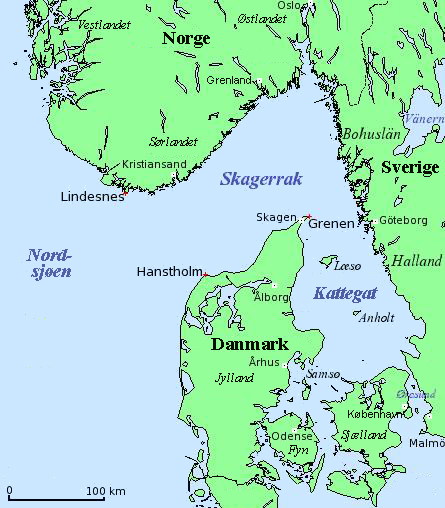
Områdeskarta-

Odden (svenska Udden) är en liten udde i Lindesnes kommun i Agder fylke i södra Norge. Udden var för en tid den sydligaste platsen på Norges fastland och en av Norges ytterpunkter.

## Geografi
Odden ligger nära byn Tregde på nordsidan av Skjernøysundet vid Skagerrak cirka fyra kilometer sydöst om staden Mandal och endast cirka 8 kiometer nordväst om Pysenskäret.
Det har rådit en viss oenighet om huruvida Odden och inte Lindesnes skulle betraktas som Norges sydligaste fastlandspunkt, då Lindesnes efter byggandet av Spangereidkanalen även skulle kunna betraktas som en ö.

## Historia
År 2005 började byggandet av Spangereidkanalen, som invigdes 2007. Fram till dess ansågs Lindesnes vara Norges sydligaste fastlandspunkt. 
Därefter har titeln debatterats utifrån definitionen av ö. År 2008 meddelade "Statens Kartverk" att Lindesnes tills vidare skulle betraktas som den sydligaste platsen tills man kom fram till en slutlig definition.
År 2009 fastslog Statens Kartverk formellt att Lindesnes även fortsättningsvis skulle anses vara Norska fastlandets sydligaste punkt .